# Pollizisation
Die Pollizisation ist ein handchirurgisches Operationsverfahren zur Nachbildung eines Daumens (lat.: pollex). Der Daumen kann durch angeborenen Defekt, durch Operation (Tumorchirurgie) oder durch Verletzung teilweise oder ganz verloren gehen.
Für die Pollizisation kann ein anderer Finger (am häufigsten der Zeigefinger) mit der bestehenden Gefäß-, Nerven- und Sehnenversorgung verwendet werden. Eine andere Möglichkeit ist, die Gefäß-, Nerven- und Sehnenfunktion durch mikrochirurgische Technik neu herzustellen. In diesem Fall kann man einen anderen Finger oder aber auch eine Zehe vom Fuß verwenden.